# San Isidro, Guanajuato kommun
San Isidro är en ort i Mexiko.   Den ligger i kommunen Guanajuato och delstaten Guanajuato, i den centrala delen av landet, 280 km nordväst om huvudstaden Mexico City. San Isidro ligger 1 911 meter över havet och antalet invånare är 643.
Terrängen runt San Isidro är kuperad norrut, men söderut är den platt. Runt San Isidro är det ganska tätbefolkat, med 160 invånare per kvadratkilometer. Närmaste större samhälle är Guanajuato, 7,4 km norr om San Isidro. Trakten runt San Isidro består i huvudsak av gräsmarker.